# Maria Dmitrievna Cantemir
Maria Dmitrievna Cantemirovna, in russo Мария Дмитриевна Кантемир? (Iași, 29 aprile 1700 – Mosca, 9 settembre 1757), è stata una nobildonna russa, e amante di Pietro I.

## Biografia
Figlia di Dimitrie Cantemir, principe di Moldavia, e della sua prima moglie Cassandra Cantacuzene. Per un certo periodo visse a Istanbul. Il suo insegnante era un monaco greco, Anastasio Kandoidi, informatore segreto dell'ambasciatore russo a Istanbul, Pëtr Andreevič Tolstoj. Maria era appassionata di letteratura classica occidentale, storia, disegno e musica.
Alla fine del 1710 tornò con la sua famiglia a Iași. Dimitrie Cantemir era alleato di Pietro I di Russia, nella campagna turca e, con la Pace del Prut, perse i suoi beni. Nel 1711 la famiglia andò a vivere a Char'kov, mentre nel 1713, in una zona residenziale alla periferia di Mosca.
Studia alfabetizzazione russa e slava dallo scrittore Ivan Ivanovič Il'inskij. In casa di suo padre, Maria incontra lo Zar Pietro I. Nel 1720, in attesa della ricompensa promessa dallo zar per il loro contributo durante la guerra, Dimitrie Cantemir andò a San Pietroburgo e sposò Anastasija Ivanovna Trubeckaja, immergendosi nella vita sociale della città.

## Amante reale
Nell'inverno 1721 inizia la sua relazione con lo Zar. Nei primi mesi del 1722, mentre era a Mosca, Maria rifiutò la mano al principe Ivan Grigor'evič Dolgorukov, mentre nello stesso anno, Pietro I era occupato nella campagna di Persia.
Nel 1722 diede alla luce un bambino morì l'anno seguente, secondo voci di corridoio avvelenato dal medico di Caterina, considerava Maria una minaccia, avendo paura di essere sostituita da lei come imperatrice, soprattutto se suo figlio fosse vissuto (dei dodici figli di Caterina da Pietro, solo due figlie sopravvissero). Il rapporto con Pietro I continuò fino alla sua morte nel 1725, quando fu costretta a lasciare la corte. Divenne poi dama di compagnia della principessa Natal'ja Alekseevna Romanova (1727-1728) e dell'imperatrice Anna I di Russia (1730-1731). Dopo questo, ha ospitato un salotto letterario a San Pietroburgo.

## Morte
Morì il 9 settembre 1757 a Mosca.
| Controllo di autorità | VIAF (EN) 48659622 · ISNI (EN) 0000 0000 4296 4650 · CERL cnp00843566 · LCCN (EN) no2006035389 · GND (DE) 13199073X · BNF (FR) cb17793122h (data) |